# Центральная ямка

Сетчатка правого глаза человека. Центральная ямка (fovea) — в центре жёлтого пятна (macula).

Центральная ямка, или центральное углубление (лат. fovea centralis) — небольшое углубление, находящееся в центре жёлтого пятна (macula lutea) сетчатки глаза. Дно центральной ямки носит название «fundus foveæ». По месту своего положения центральная ямка соответствует приблизительно заднему полюсу глазного яблока. Её диаметр составляет от 0,2 до 0,4 мм. Это самое тонкое место сетчатки. В направлении к центральной ямке слои сетчатки становятся тоньше, и некоторые даже исчезают. Сперва почти исчезает слой нервных волокон, затем внутренний ганглиозный и ретикулярный слои и т. д., и в конце концов на дне углубления остается лишь слой нейроэпителия, который здесь состоит из одних клеток-колбочек.
Плотность расположения колбочек в центральной ямке глаза человека очень высока — около 180 тыс. на один мм². Кроме того, в отличие от периферийных областей сетчатки, здесь от каждой колбочки отходит отдельное нервное волокно. Поэтому разрешающая способность глаза при проецировании изображения в центральную ямку очень высока, и оно происходит при детальном рассматривании предметов.